# Lymantria eremita
Lymantria eremita este o specie de molii din genul Lymantria, familia Lymantriidae, descrisă de Ferdinand Ochsenheimer 1810 Conform Catalogue of Life specia Lymantria eremita nu are subspecii cunoscute.